# Ала ад-Дін Текіш
Ала ад-Дін Текіш (*д/н —3 липня 1200) — хорезмшах у 1172—1200 роках. Повне ім'я Ала ад-Дун'я ва ад-Дін Абул-Музаффар Текіш ібн Іл-Арслан.

## Життєпис

### Боротьба за трон
Походив з династії Ануштегінідів. Старший син Іл-Арслана. Про дату народження нічого невідомо. Перша згадка відноситься до 1152 року. Замолоду брав участь у походах батька. Невідомо, чи з народження, чи в боях Текіш втратив одне око. Приблизно в середині 1160-х років призначено валі (намісником) Дженду. У 1172 році перед смертю батько оголосив молодшого брата Текіша — Султан-шаха — своїм спадкоємцем. Після смерті батька того ж року той став хорезмшахом. Втім, спочатку фактичною правителькою була його мати.
Текіша було викликано до Гурганджа, щоб той визнав владу Султан-шаха. Проте Текіш відмовився приїхати до Гурганджа, заявивши посильним, що не визнає Султан-шаха хорезмшахом. Тоді Теркен-хатун спрямувала проти Текіша війська, але той втік до каракитаїв, яким пообіцяв знову сплачувати щорічну данину. У відповідь отримав військо, з яким рушив на Гургандж.
Коли Текіш наблизилися до Гурганджа, Султан-шах і його мати, не прийнявши бою, втекли з Хорезма до Хорасану. Ала ад-Дін Текіш став новим хорезмшахом. У липні 1174 року в битві при Супурлі (неподалік від Гурганджа) Текіш завдав поразки військам Султан-шаха. Останній з почтом втік до міста Діхістан (біля Каспійського моря), але його невдовзі було взято в облогу та захоплено військами Текіша. Але Султан-шаху вдалося прорватися крізь облогу й урятуватися. Проте його мати Теркен-хатун потрапила в полон й її було страчено. У 1175 році встановив союзні стосунки з Джаханом Пехлеваном, атабеком й фактичним правителем Іракського султанату.
У 1179 році Текіш вступив у конфлікт з каракитаями, що ставали більш нахабними: вони стали самостійно збирати данину в рамках попередньої домовленості Текіша. Це зрештою викликало гнів хорезмшаха, який наказав перебити усіх каракитаїв (переважно сановників та податківців), що перебували в межах Хорезму. Того ж року проти Текіша виступив Султан-шах, який отримав війська від каракитаїв. В свою чергу хорезмшах наказав відкрити греблі на Амудар'ї та зміцнити міста й фортеці уздовж річки. Зрештою каракитаї не змогли прорватися, відсутпивши до своїх володінь.

### Походи в Мавераннахрі
Протягом 1180 років починається розширення володінь Хорезму в південній частині Трансоксіани. Було приєднано важливі міста Барджинліг-кенд на річках Сейхун, Рібот-Тоган. На службу хорезмшаху перешли кипчаки на чолі із ханом Ураном. Того ж року війська хорезмшаха на чолі з Кираном здійснили успішний похід проти каракитаїв, досягши міста Тараз, сплюндрувавши околицю Баласагуна, столиці Каракитайського ханства. Протягом 1181—1182 років було підкорено міста Шахрікенд і Бухару. Невдовзі визнав зверхність Хорезму володар Сигнаку.

### Походи до Персії
Султан-шах зумів створити державу в Хорасані зі столицею в Мерві. Водночас той вступив у тривалу боротьбу з емірами Нішапуру. Деякий час Текіш займав вичікувальну позицію, проте, коли у 1185 року Нішапур визнав зверхність Султан-шаха, втрутився у справу. 1186 року після 2-місячної облоги Нішапур здався, визнавши владу Текіша. Останній зберіг на троні еміра Санджар-шаха. Втім, призначив низку своїх сановників, що контролювали фінанси та правосуддя. Але вже невдовзі атабек Санджар-шаха — Менглі-Тегін — наказав стратити сановників хорезмшаха, перейшовши на бік Султан-шаха. 1187 року Ала ад-Дін Текіш вдруге взяв в облогу Нішапур, яка тривала 40 днів. Нішапур і його округ увійшли до складу володінь хорезмшаха Текіша. Він стратив Менглі-Тегіна, призначив свого старшого сина Насир ад-Діна Малік-шаха валі (намісником) Нішапура, у вересні 1187 року повернувся до Гурганджа. Хорезмшах відвіз з собою Санджар-шаха. Останній незабаром став таємно відправляти гроші в Нішапур в надії повернутися туди. Але його було викрито, засліплено.
У жовтні 1187 року Нішапур атакували війська Султан-шаха, але валі Малік-шах відбив наступ. Текіш, що невдовзі прибув сюди, наказав відновити пошкоджені укріплення, а сам здійснив похід до Мазандерану, де панував іспахбад Хусам ад-Даула Ардашир. Останній остаточно визнав зверхність Хорезму. Це було зроблено також правителями міста Наса. У 1188 році було укладено договір з Султан-шахом, за яким Текіша визнано володарем Хорезму. 4 липня 1189 року у м. Радекан відбулася церемонія сходження на трон Текіша.
У 1192 році рушив до північної Персії, де точилася боротьба за владу в Іракському султанату. Його було запрошено Кутлуг-Інанчем, сином Джахан Пехлевана, що боровся проти султана Тогрула III. Втім, погані погодні умови завдали відчутної шкоди війську, тому Текіш дійшовши до Рея, який вдалося захопити, уклав мирну угоду з Тогрулом III. Після цього повернув на Хорезм.
В цей час його столицю Гургандж взяв в облогу Султан-шах, що отримав військову допомогу від Гурідів. Текіш змусив брата відступити. У березні 1193 року війська Текіша зустріли Султан-шаха біля міста Абівард. Втім в справу втрутилися еміри та мули, що наполягли на перемовинах. Під час них Текіш отримав звістку про готовність перейти на його бік бадр ад-діна Чакира, мустахфіза (очільника залоги) міста Серахс. У вересні 1193 року Текіш без бою захопив це місто, де були зосереджена скарбниця та значні запаси Султан-шаха. Не витримавши цього, останній невдовзі помер. Текіш бе бою приєднав до себе усі володіння брата.
В цей час війська султана Тогрула III захопили Рей та усю Північну Персію. Водночас по допомогу проти останнього звернувся до Текіша халіф ан-Насир. 1194 року у битві при Реївійська хорезмшаха завдали поразки султану, а сам Тогрул III загинув. Слідом за цим більша частина Іракського султанату опинилася у владі Текіша. Рей він приєднав до своїх володінь, васлами поставив у Гамадані — еміра Карагеза, а в Ісфагані — Кутлуг-Інанча.

### Конфлікт з халіфом
Захоплення султанату без згоди халіфа формально порушували встановлену традицію. Тому ан-Насир відправив свого візира з грамотою щодо передачі Текішу земель Іракського султанату. Але хорезмшах напав на візира, який ледь врятувався. 1195 року на бік халіфа перейшов Кутлуг-Інанч, атабек Ісфагана, який вступив у боротьбу проти Юнус-хана (сина Текіша), якого було призначено валі Рея. У битві при Занджані війська Юнус-хана завдали поразки Кутлуг-Інанчу. Проте той невдовзі з'єднався з загонами халіфа на чолі з візиром ібн аль-Кассабом, з якими у битві при Гамдані у вересні того ж року завдав поразки Юнус-хану. Оволодівши прилеглими до Гамадану землями, Кутлуг-Інанч і ал-Кассаб підійшли до Рею. Тут хорезмійські війська знову були розбиті і відійшли до Бістаму і Джурджану. Незабаром весь Аджемський Ірак було втрачено для хорезмшаха. 1195 року війська халіфа через зраду захопили Ісфаган.
У 1195 році аль-Кассаб раптово помер. Скориставшись з цього, Текіш швидко рушив до Персії, де завдав поразки військам халіфа, захопивши незабаром Гамадан. Після цього призначив Узбека з роду Ільдегізідів правителем усього Аджемського Іраку. Проте керувати цивільними справами поставив власного сановника Джамал ад-діна Ай-Абу. Але вже наприкінці року внаслідок змови емірів влада хорезмшахів у Персії була повалена: втрачено Рей, Казвін, Гамадан. За умовами угоди халіф отримав області з містами Гамадан, Казвін, Ісфаган і Занджан. У другій частині зі столицею в Реї став правити емір Ізз ад-Дін Ґекча, що визнав номінальну зверхність ан-Насира.
У 1196 році Текіш знову вдерся до Персії, завдавши поразки війську халіфа. Ґекча, емір Рея, визнав зверхність Хорезму (але суто номінально). Після цього без бою йому здався Гамадан. Тут почалися перемовини з представниками халіфа. Хорезмшах став вимагати передачі собі Хузістану та відновлення палацу Сельджукидів як ознаку влади тюрків у арабському Іраку. Проте дістав відмову. Не наважуючись рушити проти Багдада, Текіш повернувся до Гурганджа. У 1197 році придушено змову Шамс ад-Діна Маячука, валі Гамадана, фактичного правителя Аджемського Іраку.
У 1198 році проти Текіша виступив Гіяс ад-Дін Абул-Фатіх, султан Гура. У відповідь в союзі з каракитаями Текіш рушив проти Гурідів. Він спочатку взяв облогу Герат, проте каракитаї зазнали нищівної поразки. Звинувативши в невдачі Текіша, стали вимагати сплати компенсації за втрати у розмірі 120 тис. динарів. Текіш звернувся до султана ГАбул-Фатіх. Той погодився сплатити гроші. Натомість Текіш замирився з халіфом ан-Насиром, визнавши (номінально) його зверхність. 1198 року хорезмшах відправив до Багдада посольство на чолі із небожем Сайф ад-Діном, де вибачався перед халіфом.

### Підкорення Кермана
У 1196 році, скориставшись остаточним послабленням Керманського султанату, Текіш вирішив встановити над ним зверхність. 1197 році після смерті султана Фаррух-шаха війська Хорезму захопили столицю султанату Бердасир. Проте віддаленість від Хорезму, загроза з боку Гурідів, нездарність керівників призвели до послаблення влади хорезмшахів, яку було повалено курдською династією Шабанкара з Фарсу.

### Боротьба з ісмаїлітами
Налагодивши стосунки з халіфом, Текіш став дослухатися до прохань останнього щодо боротьби з ісмаїлітами. Останні стали доволі потужними в Горгані, Хорасані та Мазандерані. У 1199 році після 40-місячної облоги війська хорезмшаха захопили фортецю Кахіра (другу за значенням для ісмаїлітів після Аламута). Після цього взяв в облогу Аламут, проте захопити не зміг. 1200 року Текіш повернувся до Гурганджа. Того ж року ісмаїліти вбили візира Масуда ібн-Алі. У відповідь хорезмшах спрямував військо, яке взяло в блогу фортецю Туршиз. Тамтешні ісмаїліти визнали зверхність Текіша, заплативши 100 тис. динарів.

### Останній похід
1199 року взаємини з халіфом ан-Насиром знову погіршилися, і Текіш вирішив захопити арабський Ірак і столицю халіфату Багдад. На чолі війська він рушив до Хорасана. В цьому поході він захворів і 3 липня 1200 року помер на півдорозі між Хорезмом і Нішапуром, в Шахрістані. Тіло султана Ала ад-Діна Текіша доправили до Гурганджа, де поховали в гробниці при великому медресе, яке він сам побудував. Владу успадкував син Ала ад-Дін Мухаммед.

## Родина
- Ала ад-Дін Мухаммед, хорезмшах у 1200—1220 роках
- Тадж ад-Дін Алі-шах, валі Ісфагана (1196—1200 роки), валі Хорасану (з 1200 року)
- Юнус-хан, валі Рея
- Насир ад-Дін Малік-шах, валі Нішапура (1187—1190), валі Дженда (з 1190 року)
- Тоган-Тоґді
- Шах-хатун